# Indijski ustanak 1857. godine
Indijski ustanak 1857. godine bio je veliki, ali na kraju neuspešan, ustanak u Indiji 1857–58 protiv vladavine Britanske istočnoindijske kompanije, koja je u ime Britanske krune funkcionisala kao suverena sila. Pobuna je započela 10. maja 1857. u obliku pobune sepoja kompanijine vojske u garnizonskom gradu Mirutu, 40 mi (64 km) severoistočno od Delhija (sada Stari Delhi). Zatim je eruptirala u druge pobune i civilne pobune, uglavnom u gornjem delu doline Ganga i centralnoj Indiji, mada je bilo nemira i dalje na severu i istoku. Ova pobuna je predstavljala značajnu pretnju britanskoj moći u tom regionu, i bila je suzbijena tek nakon poraza pobunjenika u Gvalioru 20. juna 1858. godine. Dana 1. novembra 1858. Britanci su odobrili amnestiju svim pobunjenicima koji nisu umešani u ubistva, mada nisu objavili da su neprijateljstva formalno okončana do 8. jula 1859. Pobuna je poznata pod mnogim imenima, uključujući Pobuna sepoja, Indijska pobuna, Velika pobuna, Pobuna iz 1857. godine, Indijski ustanak i Prvi rat za nezavisnost.
Indijska pobuna bila je hranjena nezadovoljstvom rođenim iz različitih percepcija, uključujući invazivne socijalne reforme britanskog stila, oštre poreze na zemlju, sveukupni tretman nekih bogatih vlasnika zemljišta i prinčeva, kao i skepticizam prema poboljšanjima koje je donela britanska vladavina. Mnogi Indijci su se podigli protiv Britanaca; međutim, mnogi su se takođe borili za Britance, a većina se i dalje naizgled ophodila u skladu sa britanskom upravom. Nasilje koje je ponekad manifestovalo izuzetnu okrutnost bilo je vršeno na obe strane, nad britanskim oficirima i civilima, uključujući žene i decu, od strane pobunjenika, i nad pobunjenicima i njihovim pristalicama, uključujući ponekad čitava sela, britanskim represalijama; gradovi Delhi i Laknau su razoreni u borbama i usled britanske odmazde.

## Pozadina
Britanska Istočnoindijska kompanija je do kraja 18. veka posedovala veći broj trgovačkih kolonija u Indiji sa glavnim centrima u Bombaju, Madrasu i Kalkuti. Politika Britanaca u Indiji, koja se do polovine 18. veka kretala u okvirima obezbeđenja trgovinskog monopola, prerasla je u drugoj polovini 18. veka u borbu za stvaranje Britanske Imperije u Indiji. Teritorijalno širenje britanskih poseda počelo je bitkom kod Plesija (1757), kojom je potčinjen Bengal. Godine 1787. karnatski navab prihvatio je britanski protektorat, 1790. pokorio se i nizam od Hajderabada, a južna Indija konačno je pokorena u Majsorskim ratovima 1799. Država Marata pokorena je u maratskim ratovima 1818, a Pandžab pod vlašću Sika pokoren je 1845-1849.
Razvoj indijske armije pod Britancima išao je paralelno sa britanskim teritorijalnim širenjem i njihovom politikom. Prve indijske trupe organizovala je Istočnoindijska kompanija odmah po dolasku u Indiju. Bile su sastavljene od najamnika-domorodaca (sepoja). Komandni kadar bio je domorodački, a glavni zadatak zaštita trgovačkih centara. Ove male jedinice vremenom su prerastale u bataljone, a kasnije u tri armije - Bombaja, Madrasa i Bengala. Prostorno razdvojene većim brojem nezavisnih država, ove armije nisu  u početku imale ničeg zajedničkog. Prvi put su 1748. stavljene pod komandu jednog Kompanijinog oficira. Godine 1754. u Indiju su prvi put stigle kraljevske trupe, i otada se armija Indije delila na Kraljevske i Kompanijine trupe, evropske i indijske trupe, organizovane po ugledu na britansku armiju, dok je komandni kadar domorodaca sveden na minimum. U toku britanske ekspanzije u Indiji ukazala se potreba za stvaranjem lokalnih trupa, koje su sačinjavale garnizone potčinjenih oblasti. Najpoznatije ovakve trupe bile su Hajdarabadski kontingent i Pandžabske granične jedinice. Konjica je regrutovana po feudalnom sistemu silhedara i održavana o trošku lokalnih vladara.
Niske plate, novine koje su vređale religiozna osećenja i vekovne običaje Indijaca, a naročito socijalne  ekonomske promene koje je donela britanska uprava, našle su odraza u nezadovoljstvu koje se u armiji ispoljavalo u 19. veku. Godine 1806. izbila je pobuna u Veluru. Osamnaest godina kasnije, u vreme prvog anglo-burmanskog rata, indijski pukovi su odbili da učestvuju u pohodu. Glavne vođe pobune su povešane, a ceo 147. puk pobijen. Godine 1844. pobunio se 34. pešadijski puk, 1849. godine 22. pešadijski puk, 1850. godine 66. pešadijski puk, 1852. 38. pešadijski puk.
Indijski ustanci u prvoj polovini 19. veka bili su odraz nezadovoljstva osiromašenog seljaštva i razvlašćenih zemljoposednika prema britanskoj kolonijalnoj upravi. Nezadovoljstvo je takođe zahvatilo i vojne jedinice u kojima su Britanci sprovodili rasnu diskriminaciju. U razdoblju od 1806. do 1856. četiri puta garnizoni Bengalske armije otkazali su poslušnost britanskim oficirima, što su platili teškim represalijama. Najmasovnija i najznačajnija bila je pobuna 1857-1858, koja je zahvatila veći broj provincija gornjeg Ganga (uglavnom teritoriju današnje države Utar Pradeš) i deo centralne Indije.

## Pobuna

### Povod
Povod za pobunu u Bengalskoj armiji, koja se sastojala od 10 pukova sovara, 74 bataljona sepoja  i 2 evropska bataljona, bio je religiozne prirode. Uvođenjem novih (za ono vreme) pušaka kapislara umesto dotadašnjih kremenjača, uvedena je i nova municija tipa Minji, sa fišecima namazanim lojem čiji se vrh morao odgristi pre punjenja oružja. Među indijskim vojnicima, koji su većinom bili hinduisti iz viših kasti, a manjim delom muslimani, pronele su se zlonamerne glasine da su svi novi fišeci namazani goveđim lojem i svinjskom mašću. Tako bi svaki musliman koji bi ga stavio u usta učinio greh, dok bi svaki hinduista oskrnavio svoj duh i time izgubio kastu, to jest, bio odbačen od svoje porodice i zajednice kao nečist. U strahu od ovako ozbiljnih posledica, deo vojnika je odbio da primi nove fišekeː nakon što su pokušali da ih nagovore, britanski oficiri uzvratili su surovim kaznama. Dana 26. februara 1857. 19. puk domorodačke pešadije (DP - sepoja) Bengalske armije odbio je da primi municiju̠ː za kaznu, čitav puk je raspušten. Mesec dana kasnije (29. marta), Mangal Pandi, vojnik 34. puka DP (domorodačke pešadije), pucao je na engleskog oficira i ranio ga svojim mačem pred čitavom jedinicom, koja je pasivno posmatrala napad. Osuđen je na smrt i obešen, a čitav puk je raspušten. Otpušteni vojnici vratili su se kućama, ali je kod ostatka indijskih trupa, kojih je bilo preko 70.000 samo u Bengalskoj armiji, raspoloženje bilo na ivici otvorene pobune. Prema njima, stajalo je u čitavom Bengalu od Kalkute do Delhija samo 7 nepotpunih evropskih bataljona (po 2 u Kalkuti i Mirutu, a po jedan u Dinapuru (kod Patne), Laknau i Agri), pošto je glavnina evropskih jedinica (12 bataljona) bila u tek osvojenom Pandžabu na okupacionoj dužnosti.

### Ustanak
Ustanak je počeo 10. maja 1857. u vojnom garnizonu u Mirutu, pobunom 2 puka sepoja i jednog puka sovara, proširio se za svega tri nedelje na severne indijske provincije i deo centralne Indije i dobio karakter opštenarodnog ustanka za oslobođenje od stranaca. Već sutradan posle izbijanja ustanka pobunjeni sepoji iz Miruta su zauzeli Delhi u kojem nije bilo nijednog britanskog vojnika, a 4 puka sepoja koji su činili gradsku posadu prišli su pobunjenicima, prinudivši ostarelog Velikog Mogula Bahadur Šaha II da se stavi na čelo ustanka i objavi rat Britancima. Ustanicima se pridružio i deo nezadovoljne lokalne vlastele u unutrašnjosti sa svojim vazalima. Tako je Nana Sahib, naslednik poslednjeg pešve (prvog ministra) okupiranog carstva Marata u okolini Kanpura okupio nekoliko hiljada ustanika i  opseo britanski garnizon u Kanpuru, koji je juna 1857. lukavstvom naterao na predaju. Britanci su povratili Kanpur 16. jula, posle čega je Nana Sahib nastavio gerilski rat, dok je njegov vojskovođa Tantija Topi otišao u Džansi, čija se svrgnuta vladarka Lakšmi Bej takođe pobunila protiv britanske vlasti. Britancima je trebalo vremena da povuku svoje trupe iz Irana i Kine i da preduzmu efikasne protivmere. Delhi je ponovo zauzet 14. septembra, ali tek posle pada grada Lahnaua 21. marta 1858, počeo je britanski uspešan pohod protiv ustanika. Lakšmi Bej i Tantija Topi branili su Džansi do aprila 1858, posle čijeg pada su se povukli na sever i oslobodili Gvalior. Britanci su ih uporno gonili, plašeći se širenja ustanka. Lakšmi Bej je poginula u boju kod Kotaha (nedaleko od Gvaliora, 17. juna 1858), dok je Tantija Topi nastavio gerilski rat sa preživelim ustanicima. Do kraja godine ustanak je bio ugušen, a 1859. nastavljeno je istrebljivanje gerilaca koji su pod, Nana Sahibom i Tantijom Topijem pružali otpor do aprila. Ustanak se razvijao pod veoma nepovoljnim uslovima. Ustanici nisu imali jedinstvenu vojnu organizaciju ni komandu, njihove vođe bili su uglavnom predstavnici starog feudalnog sistema, koji nije mogao da zainteresuje šire narodne mase, a nacionalnog osećanja u modernom smislu nije bilo. Pored velikog broja feudalnih vladara, Britancima su ostali lojalni Gurke i Siki. Madraska i Bombajska armija nisu skoro ni bile zahvaćene ustankom, pa se može reći da je ustanak i ugušen uz pomoć domorodaca. Tantija Topi je na prevaru zarobljen i pogubljen aprila 1859, dok je Nana Sahib uspeo da pobegne u Nepal, gde mu se izgubio svaki trag.

## Posledice
Novembra 1858. poslednji predstavnik mogulske krune, kompromitovan zbog saradnje s ustanicima, interniran je, a Indija proglašena britanskom krunskom kolonijom. Ubrzano su reorganizovani upravni organi, a armija je ojačana isključivo britanskim snagama.

## Napomene
1. ↑  „Pobuna iz 1857. godine uglavnom je bila ograničena na severnu indijsku ravnicu Ganga i centralnu Indiju.”[4]
2. ↑  „Pobuna je bila ograničena na severnu dolinu Ganga i centralnu Indiju.”[5]
3. ↑  „Iako se većina nasilja dogodila u severnoj indijskoj dolini Ganga i centralnoj Indiji, nedavne istraživanja sugerišu da je pobuna dosegla i delove istoka i severa.”[6]
4. ↑  „Ono po čemu su osobeni događaji iz 1857. godine bio je njihov obim i činjenica da su za kratko vreme predstavljali vojnu pretnju britanskoj dominaciji u ravnici Ganga.”[7]
5. ↑  „Indijski vojnici i seosko stanovništvo velikog dela severne Indije pokazali su nepoverenje prema svojim vladarima i otuđenost od njih. ... Uprkos svog govora o poboljšanju, novi su vladari još uvek bili u stanju da ponude vrlo malo na putu pozitivnog podsticanja da bi Indijci prihvatili ovu vladavinu.”[12]
6. ↑  „Mnogi Indijci su podigli oružje protiv Britanaca, mada su bili iz veoma različitih regiona. S druge strane, vrlo veliki broj se zapravo borio za Britance, dok je većina ostala očigledno ponizna. Objašnjenja se stoga moraju koncentrirati na motive onih koji su se zapravo pobunili”[12]
7. ↑  „Troškovi pobune u pogledu ljudske patnje bili su ogromni. Dva velika grada, Delhi i Laknau, opustošeni su borbama i pljačkom pobedničkih Britanaca. Tamo gde je seosko stanovništvo pružalo otpor, kao u delovima Auda, sela su spaljena. Pobunjenici i njihove pristalice često su ubijani po viđenju. Britanski civili, uključujući žene i decu, isto tako su ubijani, kao i britanski oficiri sepojskih pukova.”[12]

## Literatura
- Прикелмајер, Иванка (1972). „Индијски устанци”.  Ур.: Гажевић, Никола. Војна енциклопедија. 3 (2. изд.).
- Majumdar, R. C. (1957). The Sepoy Mutiny and the revolt of 1857 [Побуна сепоја и устанак 1857, написао Р. Ч. Маџумдар]. Calcutta: K.L. Mukhopadhyay.
- Stokes, Eric; Bayly, Christopher Alan (1986). The Peasant armed: the Indian revolt of 1857 [Сељак под оружјемː Индијска побуна 1857, написао Ерик Стоукс]. Oxford: Clarendon press. ISBN 978-0-19-821570-7.
- Bandyopadhyay, Sekhara (2004), From Plassey to Partition: A History of Modern India, New Delhi: Orient Longman, стр. 523, ISBN 978-81-250-2596-2.
- Bayly, Christopher Alan (1988), Indian Society and the Making of the British Empire, Cambridge University Press, стр. 230, ISBN 978-0-521-25092-4.
- Bayly, Christopher Alan (2000), Empire and Information: Intelligence Gathering and Social Communication in India, c 1780–1870, Cambridge University Press, стр. 412, ISBN 978-0-521-57085-5
- Brown, Judith M. (1994), Modern India: The Origins of an Asian Democracy (2nd изд.), Oxford University Press, стр. 480, ISBN 978-0-19-873113-9, Архивирано из оригинала 03. 10. 2008. г., Приступљено 05. 09. 2019.
- Greenwood, Adrian (2015), Victoria's Scottish Lion: The Life of Colin Campbell, Lord Clyde, UK: History Press, стр. 496, ISBN 978-0-75095-685-7, Архивирано из оригинала 21. 02. 2016. г., Приступљено 05. 09. 2019
- Leasor, James (1956), The Red Fort, London: W. Lawrie, стр. 377, ISBN 978-0-02-034200-7, Архивирано из оригинала 01. 02. 2020. г., Приступљено 05. 09. 2019
- Majumdar, R.C.; Raychaudhuri, H.C.; Datta, Kalikinkar (1967), An Advanced History of India (3rd изд.), London: Macmillan, стр. 1126
- Marshall, P. J. (2007), The Making and Unmaking of Empires: Britain, India, and America c.1750–1783, Oxford and New York: Oxford University Press. Pp. 400, ISBN 978-0-19-922666-5
- Peers, Douglas M. (2013), India Under Colonial Rule: 1700–1885, Routledge, ISBN 978-1-317-88286-2
- Stein, Burton (2001), A History of India, New Delhi: Oxford University Press, стр. 432, ISBN 978-0-19-565446-2.
- Stokes, Eric (1980), The Peasant and the Raj: Studies in Agrarian Society and Peasant Rebellion in Colonial India, Cambridge University Press, стр. 316, ISBN 978-0-521-29770-7
- Stokes, Eric (decembar 1969), „Rural Revolt in the Great Rebellion of 1857 in India: A Study of the Saharanpur and Muzaffarnagar Districts”, The Historical Journal, Cambridge University Press, 12 (4): 606—627, JSTOR 2638016, doi:10.1017/s0018246x00010554
- Erll, Astrid (2006). „Re-writing as re-visioning: Modes of representing the ‘Indian Mutiny’in British novels, 1857 to 2000.” (PDF). European Journal of English Studies. 10 (2): 163—185.
- Barter, Captain Richard The Siege of Delhi. Mutiny memories of an old officer, London, The Folio Society, 1984.
- Campbell, Sir Colin. Narrative of the Indian Revolt. London: George Vickers, 1858.
- Inglis, Julia Selina, Lady, 1833–1904, The Siege of Lucknow: a Diary, London: James R. Osgood, McIlvaine & Co., 1892. Online at A Celebration of Women Writers.
- Kaye, John William. A History of the Sepoy War In India (3 vols). London: W.H. Allen & Co., 1878.
- Kaye, Sir John & Malleson, G. B.: The Indian Mutiny of 1857, Rupa & Co., Delhi, (1st edition 1890) reprint 2005.
- Marx, Karl & Freidrich Engels. The First Indian War of Independence 1857–1859. Moscow: Foreign Languages Publishing House, 1959.
- Pandey, Sita Ram, From Sepoy to Subedar, Being the Life and Adventures of Subedar Sita Ram, a Native Officer of the Bengal Native Army, Written and Related by Himself, trans. Lt. Col. Norgate, (Lahore: Bengal Staff Corps, 1873), ed. James Lunt, (Delhi: Vikas Publications, 1970).
- Roberts, Field Marshal Lord, Forty-one Years in India, Richard Bentley, London, 1897
- Forty-one years in India на пројекту Гутенберг
- Russell, William Howard, My Diary in India in the years 1858-9, Routledge, London, 1860, (2 vols.)
- Thomson, Mowbray (Capt.), The Story of Cawnpore, Richard Bentley, London, 1859.
- Trevelyan, Sir George Otto, Cawnpore, Indus, Delhi, (first edition 1865), reprint 2002.
- "Indian Mutiny." Encyclopædia Britannica Online. Online. https://www.britannica.com/event/Indian-Mutiny. 23 March 1998.
- "Lee-Enfield Rifle." Encyclopædia Britannica Online. 23 March 1998.
- Conan Doyle, Arthur. The Sign of the Four, featuring Sherlock Holmes, originally appearing in Lippincott's Monthly Magazine 1890.
- Fenn, Clive Robert. For the Old Flag: A Tale of the Mutiny. London: Sampson Low, 1899.
- Fraser, George MacDonald. Flashman in the Great Game. London: Barrie & Jenkins, 1975.

## Spoljašnje veze
- Indijska serija Bharat Ek Khoj epizoda 42 - 1857, prvi deo
- Indijska serija Bharat Ek Khoj epizoda 43 - 1857, drugi deo